# 双山村水塔
双山村水塔，也称双山水塔，曾是位于现青岛市市北区双山社区（原四方区辖区内）的一座水塔，建于1920年代。这座水塔本是葡萄酒厂的水塔，日占时期一度作为碉堡。2007年，青岛市对原双山村进行改造，双山村水塔的去留引起了关注。2011年11月15日，双山村水塔入选首批四方区文物保护单位。然而，公布后不到半年水塔便被拆除。原四方区时任相关负责人表示并非拆除，而是“保护性迁址重建”。2013年，媒体报道擅自拆除双山村水塔的公司被罚款2万元。该水塔在经过复建后，于2019年改造为“台柳路博物馆”。

## 历史
1920年代，一位白俄妇女带着女儿到中国开办葡萄酒厂。考虑了气候和葡萄资源等因素后，她们选择在青岛双山办厂。据分析，那时的双山村邻近台柳路（青岛最早的公路之一），交通便利；双山的水质也有利于葡萄酒的酿造。葡萄酒厂建设了厂房，水塔以一条通道与厂房相连。据说当时葡萄酒厂共建有六座水塔，保留至近年的一座只是其中之一，另外五座很早就被拆毁，留下的一座在文化大革命中遭到破坏，险些被毁。 在酒厂开始生产之前，卢布大幅贬值，白俄母女只得把酒厂卖给了青岛建筑商宫世云开办的公和兴工程局，离开中国。后来双山村的村民在水塔周围建房，挖地基时还经常挖出盛酒的坛子。
1938年，日军第二次入侵青岛。日军将水塔用为碉堡和哨所，在水塔门前设了马厩，养有大型恶犬，居民因而不敢靠近。

## 保护与拆除
2007年9月，青岛市启动了双山村改造工程。双山村改造工程被列为青岛市“两改”（城中村改造、旧城改造）的重点项目。处于民居中的双山村水塔的命运引起了关注。水塔最终躲过了这一次拆除。
2009年6月5日，万科集团通过竞标获得青岛市四方区双山保儿片区的开发和使用权，计划在此建设“青岛万科城”。双山水塔的命运再次引发关注。青岛万科的一位经理接受采访时表示，万科已经确定保留老水塔。 2011年11月15日，青岛市四方区人民政府将双山村水塔列入首批四方区文物保护单位，媒体报道认为这相当于双山水塔的“免死金牌”，双山水塔必将免于拆除。
2012年3月20日，有市民向记者爆料，双山水塔外周搭上了脚手架，水塔顶部已被拆除。四方区新都心开发建设指挥部解释称，这不是拆除，“准确地说是进行保护性迁址重建”，承诺会小心拆下每一块砖，并将拆下砖妥善保管，另选新址原样复建。负责人员还具体解释道，本来打算原址保护水塔，但是据青岛理工大学的鉴定，周围均是山体，地下建设时必须进行爆破，由此引发的振动可能会使水塔倒塌，只好选择另址重建。负责人同时表示，新址已经选好，预计两年后（2014年）重建。 3月29日早，附近居民发现水塔已在一夜之间被开发商完全拆除，变成了废墟。媒体采访中，四方区文化局表示拆除没有申报，不符合法定程序，文化局也曾前往现场下发停止函，但因无权执法未能阻止拆除。四方区新闻中心的回应则是“拆都拆了，不希望继续炒作”。青岛四方新都心开发建设指挥部曾承诺则拒绝做出答复。之前承诺的小心拆砖与妥善保护老砖，也遭到居民质疑，记者采访时双山水塔的很多红砖已破碎。
2013年初，《青岛早报》报道了青岛市2012年扫黄打非十大案件，其中包括“擅拆‘双山村水塔’”。报道称，2012年3月21日，四方区文化市场行政执法局执法人员发现青岛峻龙园林工程有限公司擅拆区级文物保护单位双山村水塔。这一行为违反了《中华人民共和国文物保护法》第二十条第三款，据有关规定，青岛峻龙园林工程有限公司被处罚金两万元人民币。

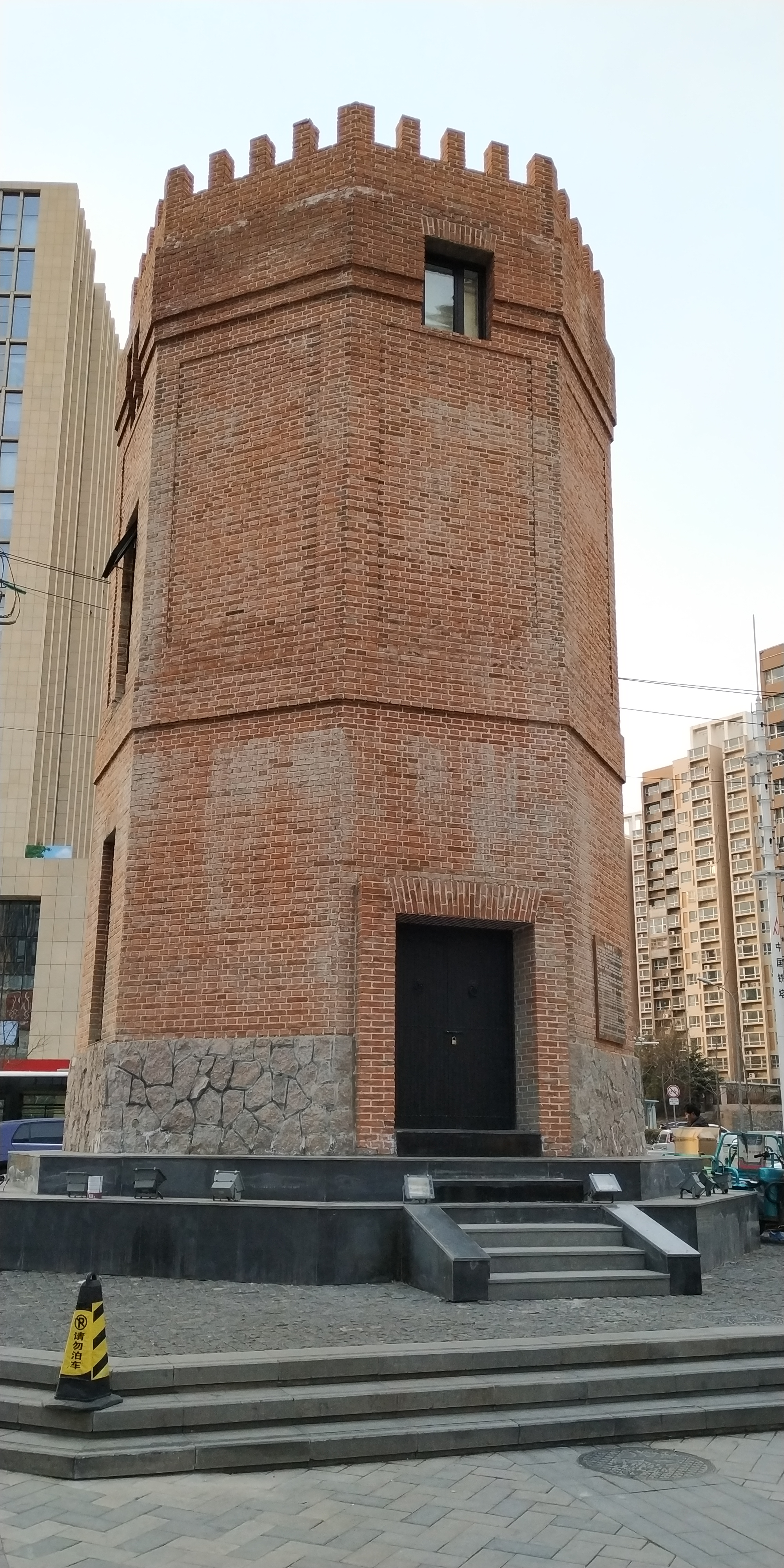
拆除重建后的双山村水塔

2015年，开发商万科集团在水塔原址附近复建。2019年6月，该建筑作为“台柳路博物馆”向游客开放。
因2012年12月四方区并入市北区，包括原四方区文物保护单位并入市北区文物保护单位。双山村水塔曾一度仍出现于市北区区级文保单位名单中，但在后来的文件中不再出现。

## 建筑形制
双山水塔底面为八边形，通高约九米，共三层，为红砖砌成。水塔顶部每条边上还有五个小墙垛。水塔内部有木楼梯，盘旋而上可达顶层。楼梯已于2004年坍塌，但二层的木板地面仍完好。
双山水塔的原址位于今万科中心B座址，水塔复制品位于今宁乡支路、台柳路路口南侧，即原址东北方不远处。